# Furore
Furore – miejscowość i gmina we Włoszech, w regionie Kampania, w prowincji Salerno.
Według danych na rok 2004 gminę zamieszkiwało 810 osób, 810 os./km².

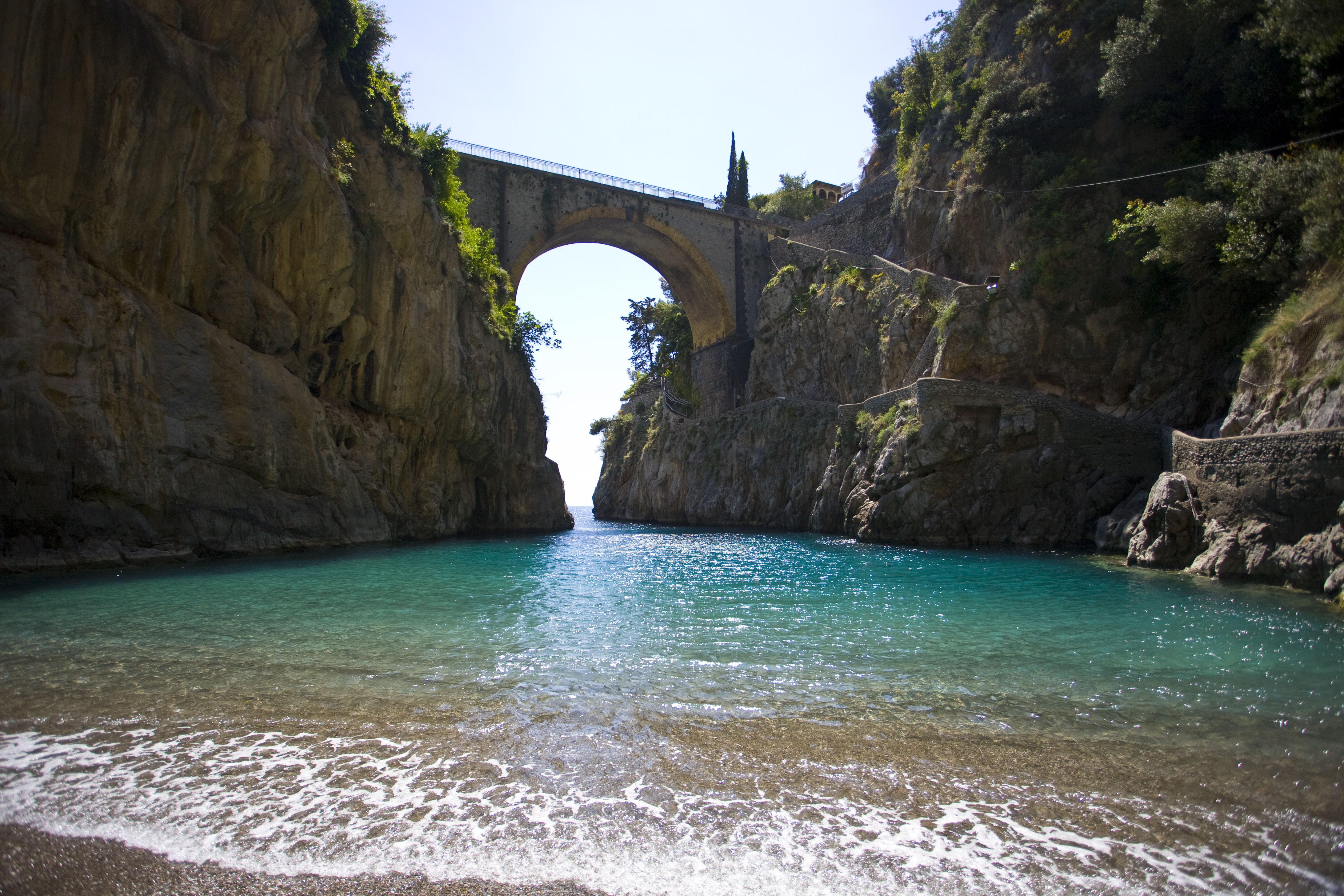
Most nad zatoką
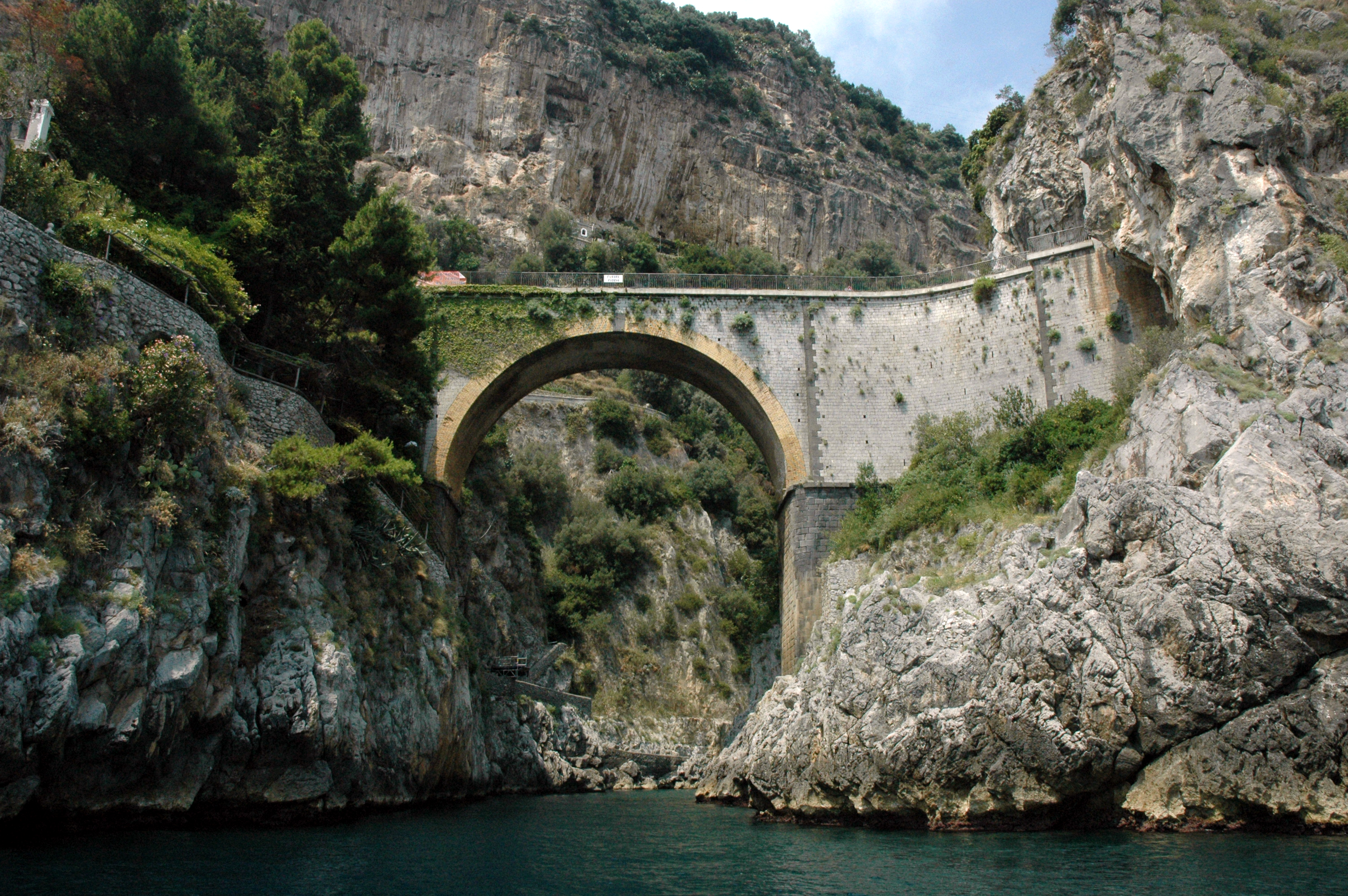
Most nad zatoką
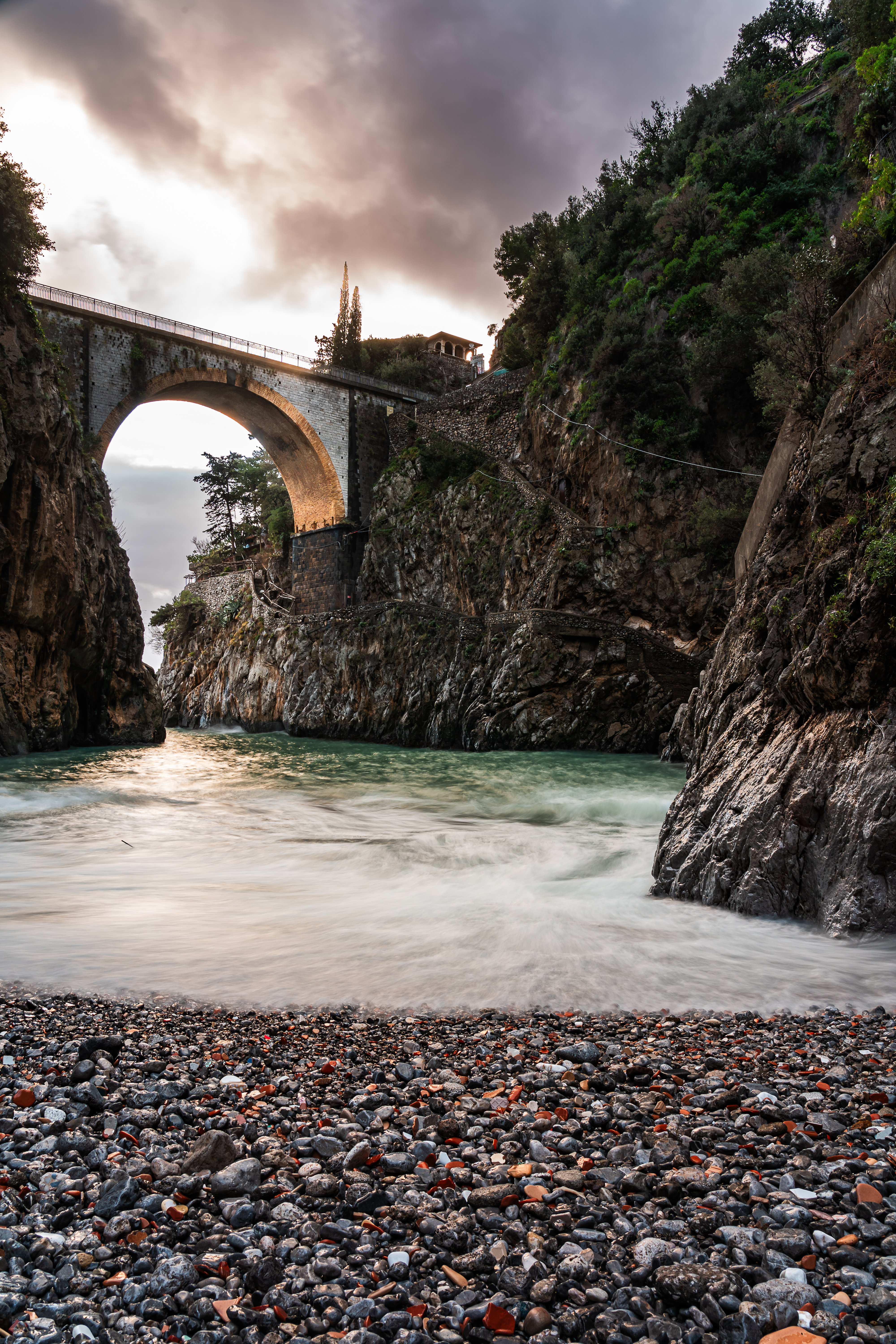
Most nad zatoką